# Theodor Westermann
Anton Marius Theodor Westermann, född 3 juni 1852 i Bogense, död 23 februari 1935, var en dansk agronom.
Westermann var från 16 års ålder verksam inom praktiskt lantbruk, bedrev därefter studier och avlade bland annat lantbruks- (1883) och lantinspektörsexamen (1885). Han tillträdde 1888 tjänsten som lärare i lantbrukets växtodling vid Landbohøjskolen, där han 1896-1923 var professor. Nära förbunden med hans lärarverksamhet är hans litterära. Hans föreläsningar trycktes flera gånger, han utgav Undersøgelser over typer af danske jorder, i trebandsverket "Landmandsbogen", som han redigerade tillsammans med Harald Goldschmidt, han skrev långa avsnitt om bland annat växt- och mossodling; han skrev även många artiklar och höll talrika föredrag. 
Westermann var även starkt delaktig i lantbrukets föreningsliv. I många år var han medlem av Statens Planteavlsudvalg och dess ordförande 1911-18, var ordförande för Frøkontrolstationen 1891-1917, medlem av styrelsen för De samvirkende landboforeninger i Sjællands stift 1892-1901 och ordförande för deras växtförädlingskommitté 1897-1916, medlem av Landhusholdningsselskabets styrelse 1901-10 och av dess presidium 1910-19, ordförande for Foreningen af danske landbrugskandidater 1899-1908 - han var hedersmedlem av sällskapet och föreningen -, ordförande för Statens tekniske landbrugsudvalg 1915-17, samt bland annat medlem av Hedeselskabets mosskommitté och centralstyrelsen for mosskultur. 
Westermann var även intresserad av samhällsfrågor, vilket bland annat tog sig uttryck i att han var initiativtagare till föreningen De danske Atlanterhavsøer, vars vicepresident han var 1902-12, och vars medlemsblad han redigerade under några år. Under en lång följd av år var han Danmarks representant i La Commission internationale d'agriculture, och fem gånger representerade han regeringen och lantbruket vid internationella lantbrukskongresser. Han var medlem av flera utländska sällskap och hedersmedlem i några av dem.

## Utmärkelser
- Riddare av Dannebrogorden,  1900[1]
- Dannebrogsmännens hederstecken,  1917[1]
- Kommendör av Dannebrogorden,  1919[1]
- Kommendör av första graden av Dannebrogorden,  1933[1]

[Redigera Wikidata]